# Rodolfo González Rissotto
 (septembre 2021).
Si vous disposez d'ouvrages ou d'articles de référence ou si vous connaissez des sites web de qualité traitant du thème abordé ici, merci de compléter l'article en donnant les références utiles à sa vérifiabilité et en les liant à la section « Notes et références ».
 (septembre 2021).
Rodolfo González Rissotto, né le 7 octobre 1949 et mort le 28 mars 2020, est un professeur, historien et homme politique uruguayen affilié au Parti national.

## Biographie
Sous la présidence de Luis Alberto Lacalle, il a été directeur de l’éducation au ministère de l’Éducation et de la Culture. Vers la fin de son mandat, en février 1995, il a brièvement occupé le poste de ministre de la Défense nationale.
De 1996 à 2010, il est ministre à la Cour électorale de l’Uruguay.
Il a écrit un livre, « Les femmes et la politique en Uruguay » (Women and Politics in Uruguay).
Il a également travaillé sur la théorie électorale. Son travail comprenait « La démocratie directe : le cas de l'Uruguay » (Direct Democracy: The Case of Uruguay), qui examine le référendum en tant qu’instrument politique.
Il meurt le 28 mars 2020 de complications liées au Covid-19, devenant le premier décès de l’Uruguay durant la pandémie,.